# Maliattha vitiensis
Maliattha vitiensis är en fjärilsart som beskrevs av Butler 1886. Maliattha vitiensis ingår i släktet Maliattha och familjen nattflyn. Inga underarter finns listade i Catalogue of Life.